# Werner Horvath
Werner Horvath (* 13. November 1949 in Linz) ist ein österreichischer Maler.

## Stil und Inhalt
Vom Ausgangspunkt der Wiener Schule des Phantastischen Realismus in den 1970ern entwickelte er einen darüber hinausgehenden, eigenen Malstil. Dieser ist von einer erkenntnistheoretischen Strömung der Gegenwartsphilosophie, dem Konstruktivismus, inspiriert.
Seine Malereien besitzen starken Bezug zur aktuellen Weltpolitik, vor allem zum Thema „Kampf der Kulturen“. Dabei bezieht der Künstler kritisch Stellung im Sinne demokratischer Werte wie Dialog, Toleranz und Menschenrechte.
Werner Horvath entfaltet eine rege Ausstellungstätigkeit im In- und Ausland. Sein Werk wird regelmäßig in Medien rezensiert und stößt auf Resonanz von internationalen Sammlern.
Daneben machte sich der Künstler gemeinsam mit seinem Sohn Patrick Horvath auch einen Namen als Sammler politischer Kunst aus dem Kongo und der Sowjetunion (Sozialistischer Realismus). Werke aus der Sammlung Horvath politischer Kunst wurden für Ausstellungszwecke u. a. vom Royal Museum for Central Africa (Tervuren, Belgien), vom Kunsthaus Graz (Österreich) und der Kunsthalle Tübingen (BRD) verwendet. Dauerleihgaben befinden sich im House of European History des Europäischen Parlaments in Brüssel.

## Ausstellungen (Auswahl)
Ausstellungstätigkeit seit 1994, über 100 Einzelausstellungen und Beteiligungen
Darunter:
- 1994 Galerie du Temple, Paris, Frankreich
- 1995 Galerie Zlatý Kříž, Budweis, Tschechische Republik
- 1997 Botschaft der tschechischen Republik, Wien, Österreich
- 1998 Museum der Stadt Krumau, Krumau, Tschechische Republik
- 1999 Kulturzentrum, Hluboka, Tschechische Republik
- 2000 Diözesanmuseum, Regensburg, Deutschland
- 2005 Omma Centre of Contemporary Art, Chania/Kreta, Griechenland
- 2006 Galerie des Neuen AKH Wien in Kooperation mit dem Künstlerhaus Wien, Wien, Österreich
- 2008 Richman Gallery, Baltimore, Maryland, USA
- 2009 Kunstpalast, Linz, Österreich (anlässlich der Kulturhauptstadt Linz 09)
- 2009 Rumbach-Synagoge, Budapest, Ungarn
- 2011 Kulturmodell Künstlerhaus, Passau, Deutschland
- 2011 Schloss Puchenau, Puchenau, Österreich
- 2012 Künstlerhaus Wien, Wien, Österreich
- 2013 Stadtmuseum Simeonstift, Trier, Deutschland
- 2013 Arena Klagenfurt, Klagenfurt, Österreich
- 2014 Peace Museum Vienna, Wien, Österreich
- 2015 Villa Arte, Kastellos Apokoronas, Insel Kreta, Griechenland
- 2016 Ausgezeichnet mit dem „Peace Hero Award“ des Peace Museum Vienna
- 2017 Nextcomic-Festival, Kulturquartier OÖ, Ursulinenhof  Linz, Österreich
- 2018 Kunsthaus Graz (Beteiligung an „Congo Stars“), Graz, Österreich[1]
- 2019 Kunsthalle Tübingen (BRD). Beteiligung mit 27 Leihgaben aus der Sammlung Horvath politischer Kunst.
- 2020 Atelier am Pöstlingberg (Online-Vernissage „Moderne Mythen“), Linz, Österreich
- 2021 Museumsschiff „Cap San Diego“ im Hamburger Hafen (Beteiligung an „Reisen und Fundstücke“), Hamburg, BRD.
- 2022 Haus Wittgenstein (Beteiligung), Parkgasse 18, 1030 Wien.
- 2023 OÖ Kulturquartier, (Einzelausstellung „Pandoras Erbe“), Ursulinenhof, Linz, Österreich
- 2024 Bundesinstitut für Kultur und Geschichte des östlichen Europas, Filmprojekt „Mit Kunst zu Kant“ (Regie: Anke Kültür) mit Werner Horvath als einer der Protagonisten
- 2024 Michaelipark Leonding, leonart-Festival: Kunst im öffentlichen Raum (Beteiligung)